# 贾春旺
賈春旺（1938年5月—），北京市人，漢族，中国共产黨、中华人民共和国政治人物，原副国级领导人。1964年8月参加工作，1962年9月加入中國共產黨。清華大學工程物理系實驗核物理專業畢業，大學學歷。曾任最高人民檢察院檢察長、首席大檢察官、中華人民共和國國家安全部部長、公安部部長。其女儿贾丽青是刘乐飞的妻子，刘云山的儿媳。

## 生平
1958年至1964年，在清华大学工程物理系实验核物理专业學習。1964年至1966年，任清華大學工程物理系教師兼校团委学习劳动部副部长。1966年至1972年「文化大革命」中受冲击，後下放勞動。1972年至1978年，任清華大學工程物理系教師、辦公室主任、政治處副主任，系黨委常委。1978年至1982年，任清華大學學生工作部副部長、部長、團委書記、校黨委常委。1982年至1983年，任中共北京市委常委兼共青團北京市委第一副書記、書記。1983年至1984年，任中共北京市委常委兼海淀区委书记。1984年至1985年，任中共北京市委副书记兼市纪委书记。1985年至1998年，任国家安全部部長、黨组書記、黨委書記。1998年至2002年，任公安部部長、黨委書記，武裝警察部隊第一政委、黨委第一書記。2002年，任最高人民检察院党组书记、副检察长、检察委员会委员。2003年3月，當選最高人民檢察院檢察長。2003年12月當選中國檢察官協會會長。2006年10月25日，當選國際反貪局聯合會第一屆聯合會主席。2008年3月卸任最高人民检察院检察长退休。